# شیلا ماتیوز آلن
شیلا ماتیوز آلن (انگلیسی: Sheila Matthews Allen؛ ۲ فوریهٔ ۱۹۲۹ – ۱۵ نوامبر ۲۰۱۳) یک هنرپیشه اهل ایالات متحده آمریکا بود.